# 廖志祥
廖志祥（1947年—），生於台灣彰化，為台灣著名企業家、收藏家、文化智者。以独特的角度解读《道德经》并传播其思想，同时提出了“爱生爱，美生美”的理念，并致力将其应用于心理学、美学、医学、管理学等学科探索。

## 早期经历
廖志祥文化智者 收藏家 企业家
出生於1947年台灣彰化，畢業於東海大學。早年从事商业。以其独特的理念在多个商业领域取得成功。在收藏领域廖志祥先生也独具慧眼，其收藏分為古董和當代藝術品兩方面，其中古董主要收藏宋代木雕佛像，八十年代起大量收藏當代藝術品。他的收藏理念是，寻找每个藏品（无论古董还是当代艺术品）所蕴含的精神能量。廖志祥先生认为精神能量是艺术品永恒价值的根本所在。

1992年经汪道涵先生介绍，廖志祥受聘为上海交通大学客座教授，主讲智慧学。从此开启了他在大陆的20年的传播智慧学的旅程。

## 《道德经》生命智慧研究与传播
2007年，廖先生在“智慧学"的基础上开始正式讲授廖志祥《道德经》，同时还涉及《易经》、《尚书》、《黄帝内经》等国学经典。以现场问答对话的方式，坐而论”道“。

2007-2010年，多次受邀到北京大学、清华大学以及中欧商学院等著名高校以及教育机构做过多场《道德经》的专题演讲。

2008年，受邀参加2008（上海）首届世界华人收藏家大会，其注重精神力的美学理念，收录在随后出版的《名家谈收藏》经验篇 一书中。

2012年3月，设计乞水会—奉茶仪典并创作奉茶器具和雕塑作品，在苏州博物馆卜兹“八峰旋书”开幕式上首次表演。

2013年，受邀担任上海惠迪吉公益人心理关爱中心“百万幸福家庭行动”项目总顾问。

2014年3月9日，上海惠迪吉公益人心理关爱中心与南方都市报社、中国财富杂志社共同在广东省立中山图书馆举办百万幸福家庭行动项目“公益日”活动。
在这次活动上“互动心理剧”作为一种新的“爱生爱，美生美”理念结合心理学实践成果，首次登上舞台

## 诗咒
2014年8月，廖志祥出版了他的首部个人诗集CD，《爱生爱，美生美——廖志祥道德经诗咒CD》。

专辑中收录的22首诗咒，“咒”即心口与心口相连，“诗咒”即心灵之歌。

## 言论

### 美学与收藏
艺术的价值，不是重复，不是工艺，不是技巧，那‘朴’是原生、原初的精神性能量，艺术家因有了这素朴之心为核心来创作，而打开了道体生生之德的众妙之门，演化出无穷无尽不同的原创风貌。

推动西方文艺复兴的根源在于收藏家收藏米开朗琪罗、达·芬奇、拉斐尔等人的艺术品，从而间接催生了欧洲新文明的诞生。一般人忽略了收藏对文明多么重要，它是历史的推手。收藏家保存了文化，鼓励了创作。

中国文化有一种特有神秘的内涵，在西方人眼里，东方永远是最神秘的，中国人的文化跟中国人的心灵就像苏州拙政园一样，它是委婉曲折的，是曲径通幽的，悠远内敛的。那是一个古老民族的特有神秘而古朴的灵魂底蕴与人文情怀，这是西方人所不能了解的部分，西方艺术与文化是一种明朗开放，而东方文化是很隐藏内蕴的，它饱含着内在的隐晦的光辉，西方文化像一块灿烂而明亮的钻石，西方呈现了积极亮丽的表现，那是物质性、观念性、外显性的美。

### 《道德经》 生命智慧
为什么要念《道德经》？因《道德经》就告诉你：「物壮则老」。你一定要归根宁静，在向外运作的同时，仍要有另一极回归，取得心灵能量。你把抛出去的那条线再回归回来，你不要只往外跑，你必须先融入内在，再往外运作，往内与往外同时运作，所以，你必须懂得归根之道、回归你心灵核心的方法、回归你天根、地根、回到生命的根本上去运作你的宁静和热情。你再向外抛出时便不是拋物线，它是向无限天空展开的，能量不会耗损，这叫“进道若退”，叫“进道为天下贵”生命运作的机制。

“ 强梁者不得其死，吾将以为教父”——我们一生所累积的知识观念杂质，在我们的意识型态中累积，也是自我中心概念的累积，造成了我们的自以为是，产生了许多的冲突。所以，我们要钉住我们的“强梁”，不要被它操控。

”守柔曰强“——男人有男人的问题，女人有女人的问题，都各有其自我中心的投射点，自以为是对的投射点。这是文化的问题，男男女女都有不同错误的教导，主要是男女之间缺乏敏感度，因没有这敏感度，就会执着于自我中心的偏执，在偏见上错误的投射。“守柔”，便意味着你要穿透这错误的投射，穿透文化价值观，加诸在你身上的错误判断。而进入生命本身的自我觉察，自我敏感，然后永远让你的生命保持一种自由的流动，让生命流动、让爱流动。该怎么样，就怎么样。生命有它的规律性、自律性。你在其中，贴近它的自律性，这才叫守柔。

## 著作
2001年4月 出版智慧学课程实录 《让生命活的宁静又热情》 台湾老古文化出版社

2009年7月 专访《注重艺术的内在美》收录于《名家谈收藏》经验篇（上） 东方出版中心

2010年8月 出版 廖志祥《道德经》课程实录 三册 文汇出版社

2014年8月 出版《爱生爱，美生美——廖志祥诗咒》CD 东方出版中

- 2001年4月 出版智慧学课程实录 《让生命活的宁静又热情》台湾老古文化出版社
- 2010年8月 出版 廖志祥《道德经》课程实录 三册 文汇出版社
- 2014年8月 出版《爱生爱，美生美——廖志祥诗咒》CD 东方出版中